# Wat
 Ikke at forveksle med Watt. eller Ikke at forveksle med WAT.
Et wat (udledt af sanskrit-ordet Vattaka) er et kloster tempel i Cambodja, Thailand eller Laos. Ordet "wat" (khmer វត្ត)(thai วัด) (nogle gange skrevet "vat" hvis det er i Laos) betyder skole. I den oprindelige betydning er en wat et buddhistisk helligt sacred område med bosted for munke, et tempel og en bygning der huser et stort billede af Buddha, samt en bygning til undervisning. Et buddhistisk sted der er beboet af mindre end tre munke kan strengt taget ikke kaldes en wat, selvom ordet ofte bruges løsere endda for ruiner af gamle templer. 
I Cambodja, bruges ordet wat til at omtale ethvert sted hvor der bedes. Generelt menes der et buddhistisk sted, men en kirke kan omtales som enten វត្តយេស៊ូ (wat yeasu) eller វិហារយេស៊ូ (vihear yeasu). Angkor Wat (អង្ករវត្ត) betyder templernes by.

## Eksempler
Nogle velkendte wat inkluderer:

### Cambodja
- Angkor Wat, nær Siem Reap, Cambodia
- Silver Pagoda, Phnom Penh
- Wat Phnom, Phnom Penh

### Laos
- Pha That Luang, Vientiane, Laos
- Wat Xieng Thong, Luang Prabang

### Thailand
- Wat Suthat, Bangkok Thailand
- Wat Benchamabophit (marmortemplet), Bangkok
- Wat Ratchanadda, Bangkok
- Wat Phra Kaew, Bangkok
- Wat Arun, Bangkok
- Wat Bowonniwet, Bangkok
- Wat Phrathat Doi Suthep, Chiang Mai
- Wat Aranyawiwake, Chiang Mai
- Wat Chedi Luang, Chiang Mai
- Wat Phra Pathom Chedi, Nakhon Pathom
- Wat Phumin, Nan

## Gallery
- Wat Benchamabophit
- Angkor Wat, Siem Reap, Cambodja
- Sølvpagoden, Phnom Penh
- Wat Phnom, Phnom Penh
- To viharn og en chedi ved Wat Phra That Chang Kham, Nan
- Chedi og viharn ved Wat Suan Tan, Nan